# 대한민국 제21대 대통령 선거 세종특별자치시
이 문서는 대한민국 제21대 대통령 선거의 세종특별자치시 지역 개표 결과이다.

## 개표 결과
|  | 55.62% |

|  | 33.21% |

|  | 9.89% |

|  | 1.17% |

|  | 0.09% |

더불어민주당 이재명 후보가 55.62%의 득표율을 기록하면서 세종특별자치시에서 승리했다. 이재명 후보는 지난 선거에 이어서 과반이 넘는 득표율을 기록하면서 세종시에서 승리를 거두었다.
국민의힘 김문수 후보는 33.21%의 득표율로 2위를 차지했다. 지난 대선에서 윤석열 후보가 44.14%의 득표율을 기록한 것과 비교해 11%p 가량 득표율 하락을 겪으며 김문수 후보는 비호남권 최저 득표율을 기록하였다.
개혁신당 이준석 후보는 9.89%의 득표율로 3위를 차지했다. 이준석 후보는 서울에 이어 전국에서 2번째로 높은 득표율을 세종에서 기록하면서 선전했다.

## 같이 보기
- 대한민국 제21대 대통령 선거